# Jinwi-myeon
Jinwi-myeon (koreanska: 진위면) är en socken i den nordvästra delen av Sydkorea, 50 km söder om huvudstaden Seoul. Den ligger i kommunen Pyeongtaek i provinsen Gyeonggi. 